# Konung Krembres i Giötaland och konung Augis i Uppsala saga

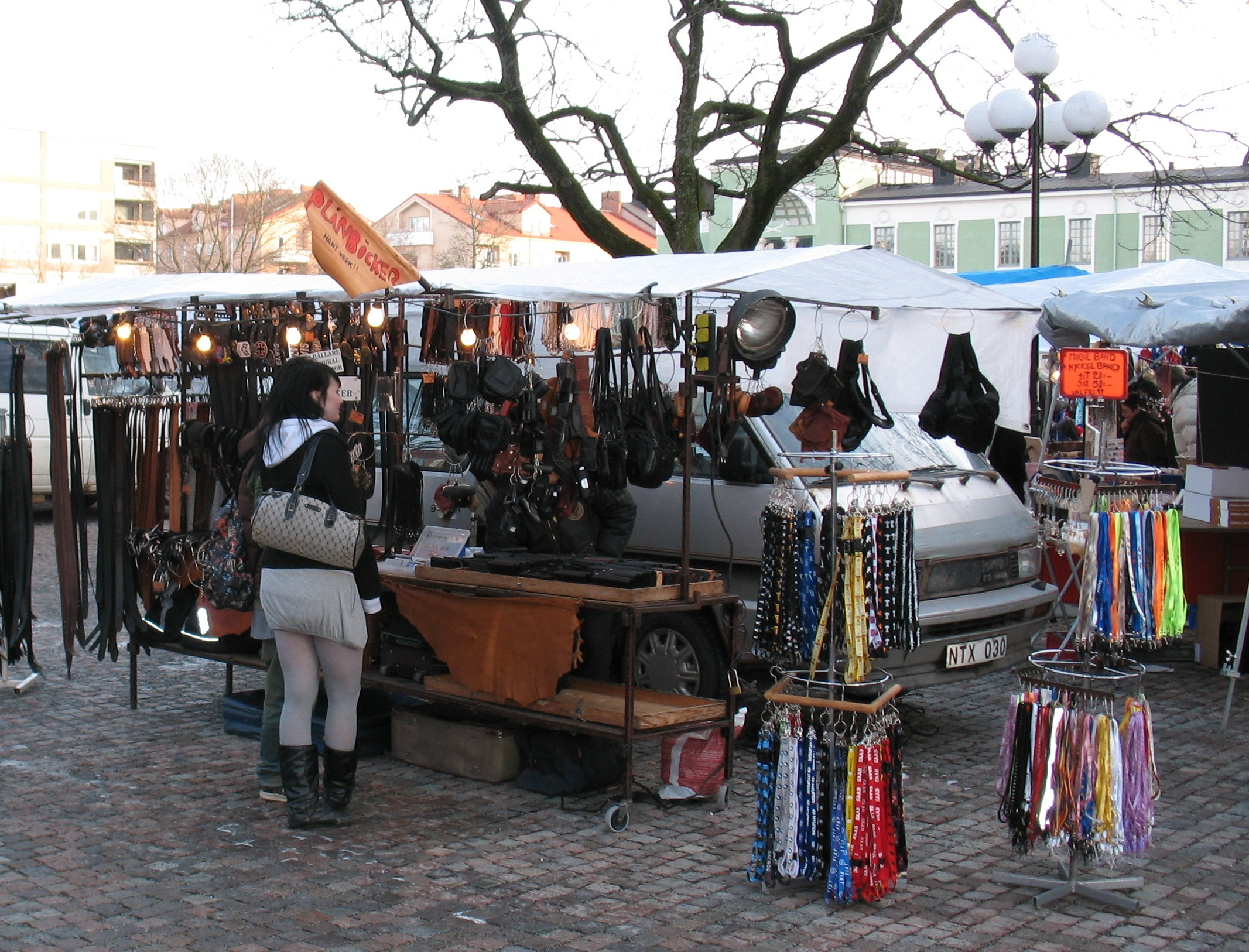
Sagan innehåller bland annat berättelsen om Disa, som sagan påstår skall ha givit upphov till Distinget i Uppsala.

Konung Krembres i Giötaland och konung Augis i Uppsala saga är en göticistisk svensk saga från omkring år 1700 som ger sig sken av att vara en översättning av ett fornnordiskt original bevarat i isländsk handskrift. Det verkliga förhållandet är det omvända: sagan har skrivits på svenska, möjligen av Nils Hufwedsson Dal, och översatts till isländska av Þórvaldur Brockmann.
Den mellersta delen av sagan har hämtat motiv från sagan om Disa, en svensk version av sagan om den kloka flickan som blir drottning.

## Handling

### Kung Krembre förbannas och dör
Ett sjörå frågade Götarikets kung Krembre om han ville taga henne till äkta maka; eljest skulle hans vikingaflotta ha motvind.  Kung Krembre avböjde. Sjörået sade att Krembre och hans män skulle omkomma långt hemifrån och att han skulle bli ihjälriden av en mara.
På sin ålders höst samlade Krembre en stor här från Nordens länder. Han sade att han ville dö i strid hellre än att dö sotdöden under sotat tak. Krembres vikingatåg i Europa var till en början lyckosamt. Men utanför Rom förintades Krembres här och Krembre trampades till döds av den beridne romerske jarlen Mare; så besannades sjöråets spådom.

### Kung Augis förbannas med hungersnöd
Efter Kremberes död skiftar sagans fokus till uppsalakungen Augis. Under ett tåg i västerled plundrade kung Augis män en stad trots att borgarna i staden erbjöd sig att förse Augis flotta med allt vad de tarvade. En gammal man förbannade Augis vid avfärden.  
Hungersnöd utbröt i Sverige och kung Augis hoprövade guld förslog ej för att köpa nog spannmål åt folket.

### Disa räddar Augis och blir hans drottning
Augis förordnade att alla åldringar skulle slås ihjäl, och om det ej förslog var fjärde människa i riket. Jarldottern Hillder Disa klandrade Augis beslut. Augis vart vred vid att lida en kvinnas förebråelser och kallade Hillder Disa till sig, delvis av nyfikenhet över vad den erkänt visa Hillder Disa hade för råd att ge.
Augis befallde att Hillder (som framgent gick under namnet "Disa") skulle komma varken klädd eller oklädd, varken åkande eller ridande eller gångande, varken i ny eller nedan, varken dag eller natt, morgon eller afton.  Hon infann sig klädd i ett nät, med ett ben i en vagn och ett på en bock när solen var halvvägs under horisonten.  Sedan rådde hon kung Augis att återkalla sitt påbud och skicka folk till nyodlingsföretag i obygden.  Augis tog henne till drottning.  

### Krembres son vinner Augis och Disas dotters hand
Förre götakungen Krembres son Fridulf anhöll om Augis dotters, Signes, hand.  Disa beslöt att Fridulf först måste visa sig värdig.
Sjökonungen Östen Hjässaklyvare kom till Uppsala och ställde Augis inför ett val. Antingen skulle Östen få kungadottern Signe till hustru och en tredjedel av Augis rike, eller skulle ett envig utkämpas om hela Augis rike (och Signe). Fridulf utkämpade enviget å Augis vägnar, fällde Östen, och fick Signe till hustru och Sörmland i hemgift.

### Disas slut och eftermäle
Disa styrde riket efter Augis död och dyrkades senare som gudinna. Kulten gav upphov till Distinget i Uppsala.

## Tillkomst; text‐ och utgivningshistoria
Nils Hufwedsson Dal författade möjligen Krembres och Augis saga på 1710‐talet. Originalet är ej bevarat. En avskrift finns i Uppsala Universitetsbibliotek och en i Kungliga Biblioteket. Den senare åtföljs av Þórvaldur Brockmanns översättning till isländska.
Den svenska texten utgavs av Leonard Bygdén i Samlaren år 1902.

## Kritiskt mottagande
Rudbeckianen Gustaf Bonde ägde en handskrift år 1756 och trodde att sagan var en autentisk fornnordisk text. Sven Lagerbring och Jakob Langebek avfärdade i privatkorrespondens 1756 texten som ett bedrägeri.
Offentligen föreslog Johan Gustaf Liljegren 1818 att sagan har ”många criteria” av att vara en förfalskning från 1600‑talet. Peter Wieselgren fastslog utan tvekan 1834 att sagan är "understucken af 17:de seklets förvrängda patriotism". Leonard Bygdén fällde det mildare omdömet att texten är en mystifikation snarare än ett falsarium och att den är litterärt överlägsen den samtida Wogn och Yxnas saga i samma genre. Bygdén anmärkte också att sagan består av två löst sammanfogade berättelser.
Flera bedömare har observerat att sagans tendens är att anknyta till skånska och götaländska ortnamn för att förhärliga Sveriges forntid. Till exempel "Krembres hamn" skulle vara Simrishamn (som förut stavats Cimbrishamn för att anknyta till det forntida folket Cimbrer).